# California Girls
California Girls — пісня гурту The Beach Boys, випущена 1965 року. Вийшла в альбомі Summer Days (And Summer Nights!!), а також як сингл.
Ця пісня потрапила до списку 500 найкращих пісень усіх часів за версією журналу Rolling Stone. У чарті Billboard Hot 100 пісня підіймалася до третьої сходинки.
Це одна з найвідоміших пісень The Beach Boys. Вона була включена в незліченні збірки найкращих хітів. «California Girls» включена в список «500 пісень, які сформували рок-н-рол». У 2011 році журнал Rolling Stone поставив пісню на 72 місце у своєму списку 500 найкращих пісень усіх часів. Девід Лі Рот переспівав пісню в 1985 році, також досягнувши № 3 в чарті Billboard.

## Музиканти
- Хел Блейн — ударні
- Френк Капп — вібрафон
- Рой Катон — труба
- Джеррі Коул — 12-струнна гітара
- Ел де Лорі — орган
- Стів Дуглас — тенор-саксофон
- Ал Джардін — вокал
- Брюс Джонстон — вокал
- Керол Кей — бас-гітара
- Майк Лав — вокал
- Джей Мігліорі — баритон-саксофон
- Джек Німіц — бас-саксофон
- Лайл Рітц — контрабас
- Говард Робертс — гітара
- Леон Расселл — фортепіано
- Біллі Стрендж — бубон
- Браян Вілсон — вокал
- Карл Вілсон — вокал, 12-струнна гітара
- Денніс Вілсон — вокал